# Ottilie Roederstein
Ottilie Wilhelmine Roederstein, née le 22 avril 1859 à Zurich et morte le 26 novembre 1937 à Hofheim am Taunus, est une peintre suisse. Elle fait la plus grande partie de sa carrière en Allemagne. D'un style classique sans affectation, elle réalise de nombreux portraits et des scènes naturalistes qui connaissent un grand succès dans l'entre-deux-guerres en Europe.

## Biographie

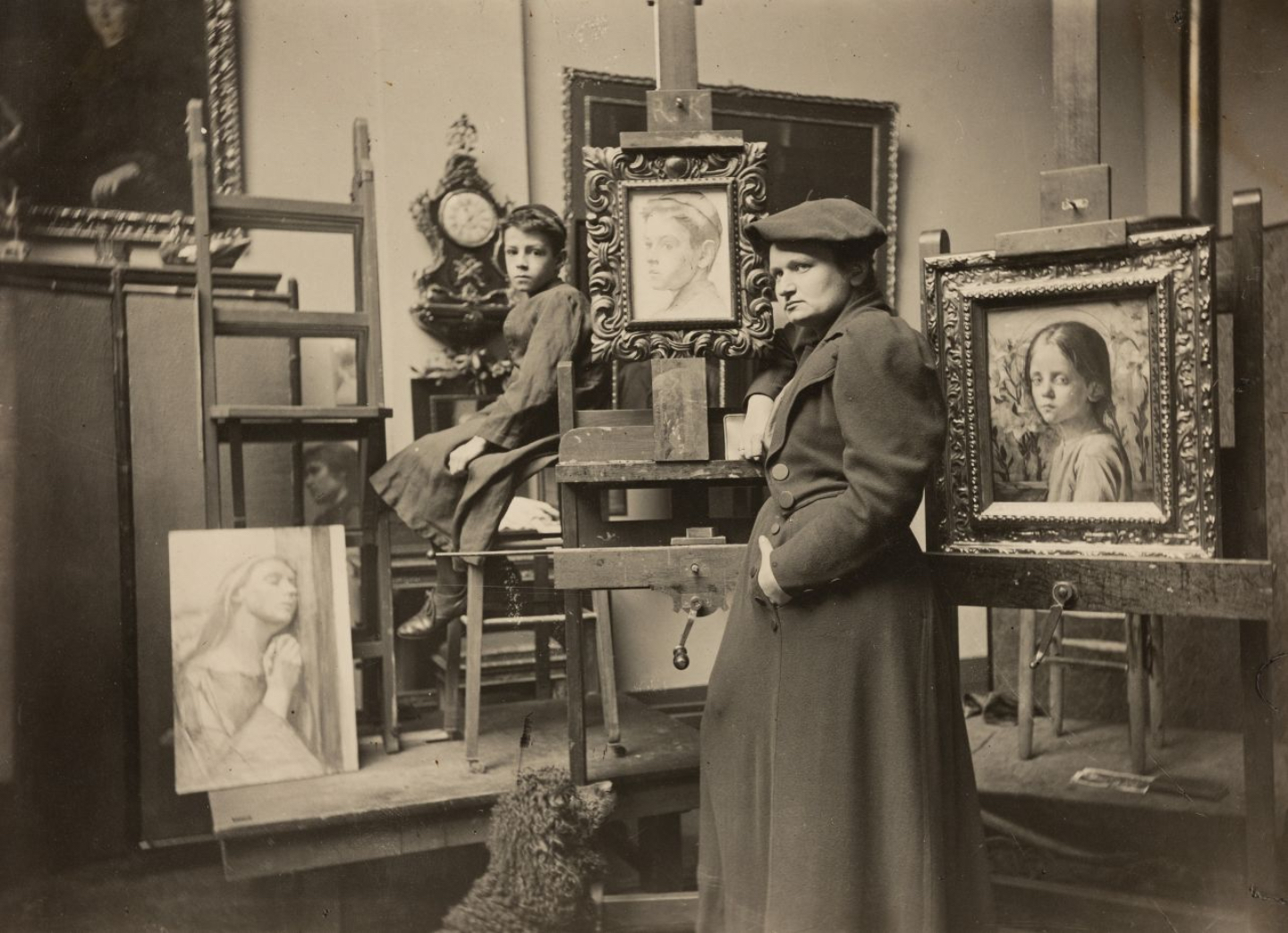
Dans son atelier à la Städelschen Kunstschule de Francfort-sur-le-Main vers 1897.

Née dans une famille de commerçants, elle commence l'étude de la peinture avec Eduard Pfyffer, un ami de la famille, dans son école de Zurich, où elle se lie d'amitié avec une autre élève, la future maître Louise-Catherine Breslau. Elle poursuit sa formation à l'académie des arts de Berlin et au cours de Karl Gussow. Elle rencontre Karl Stauffer à Berne. Elle se déplace à Paris en 1882 pour y suivre son amie intime, Annie Hopf, une élève rencontrée au cours de Gussow et fréquente alors les ateliers de Carolus-Duran et de Jean-Jacques Henner. On la retrouve à Francfort-sur-le-Main en 1890. En 1907, elle s'installa à Hofheim am Taunus en Allemagne et vit ouvertement son homosexualité avec sa nouvelle compagne, Elisabeth Winterhalter, la première chirurgienne allemande. Elle fut une artiste populaire et respectée en Allemagne de 1910 à sa mort, obtenant un atelier dépendant du musée Städel de Francfort et jouissant d'une indépendance financière qui lui a permis de mener une vie libre. 
Elle expose à l'Exposition universelle de Paris de 1889 et à l'Exposition universelle de Paris de 1900 et y reçoit une médaille d'argent. Aux côtés de Paul Klimsch et de Rudolf Gudden (de), elle expose à plusieurs reprises à l'Association d'art de Francfort. En 1929, elle reçoit le titre de citoyen d'honneur de la ville de Hofheim am Taunus.

## Œuvres

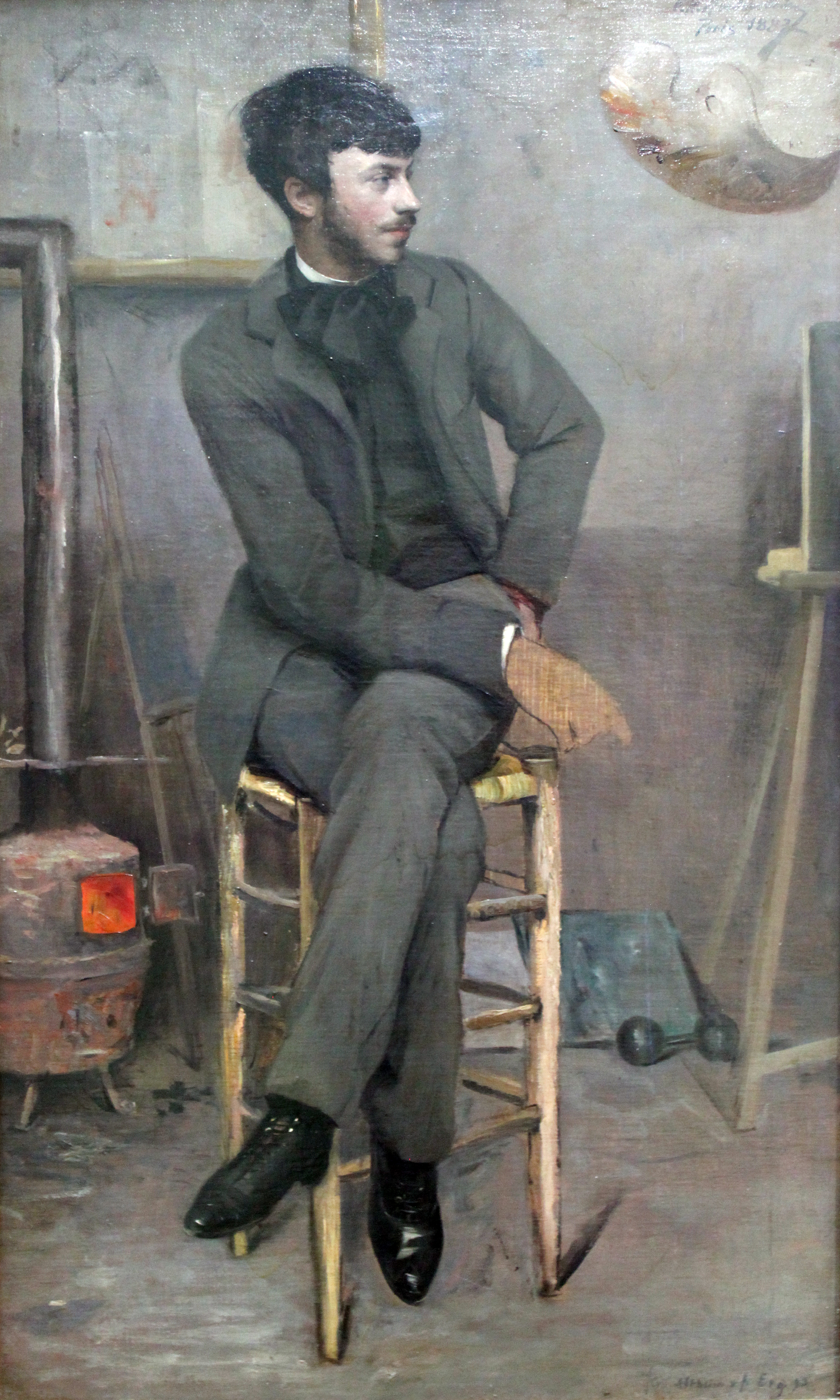
Portrait d'un peintre dans son atelier parisien, 1887
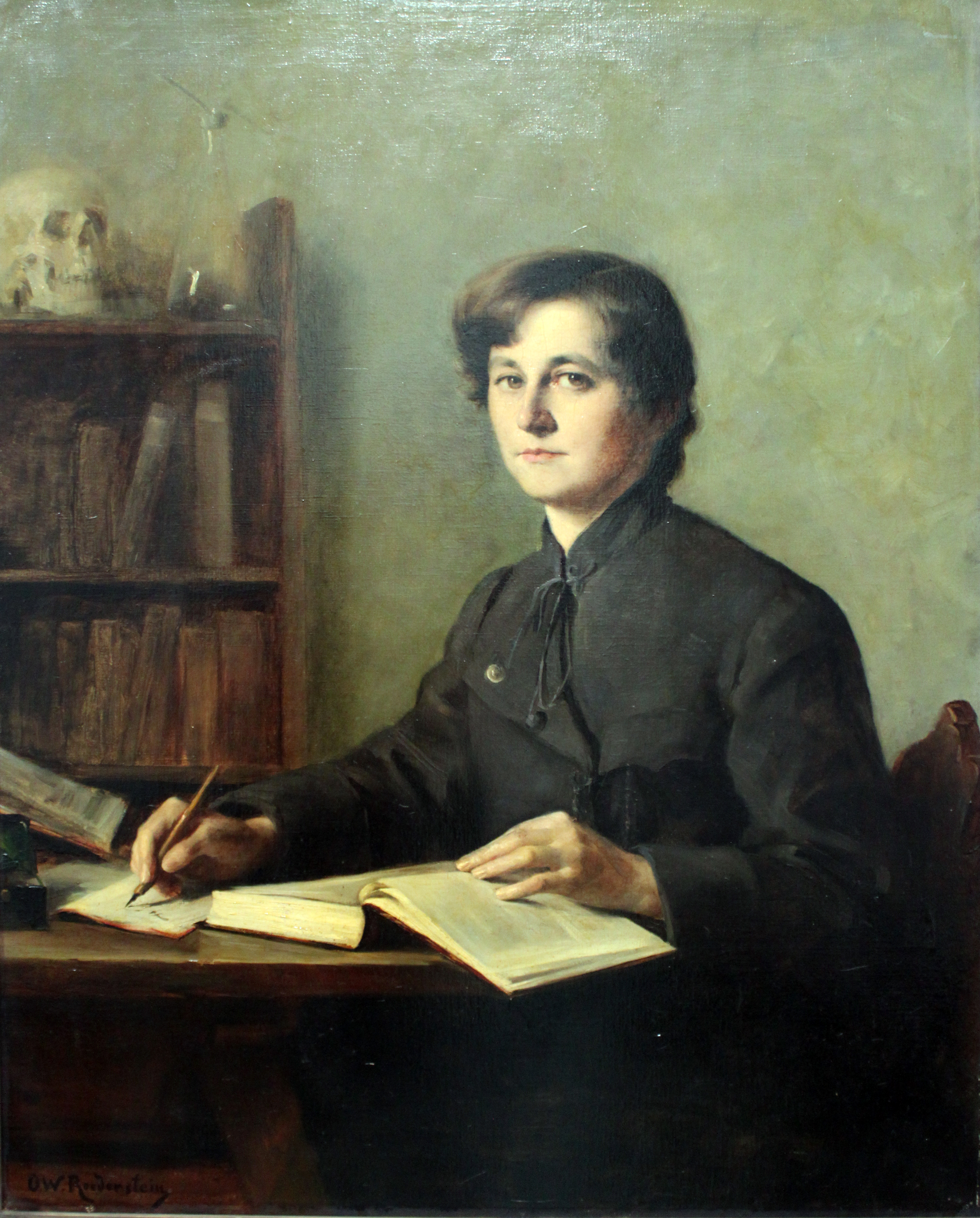
Portrait d'Elisabeth Winterhalter, 1887, musée Städel
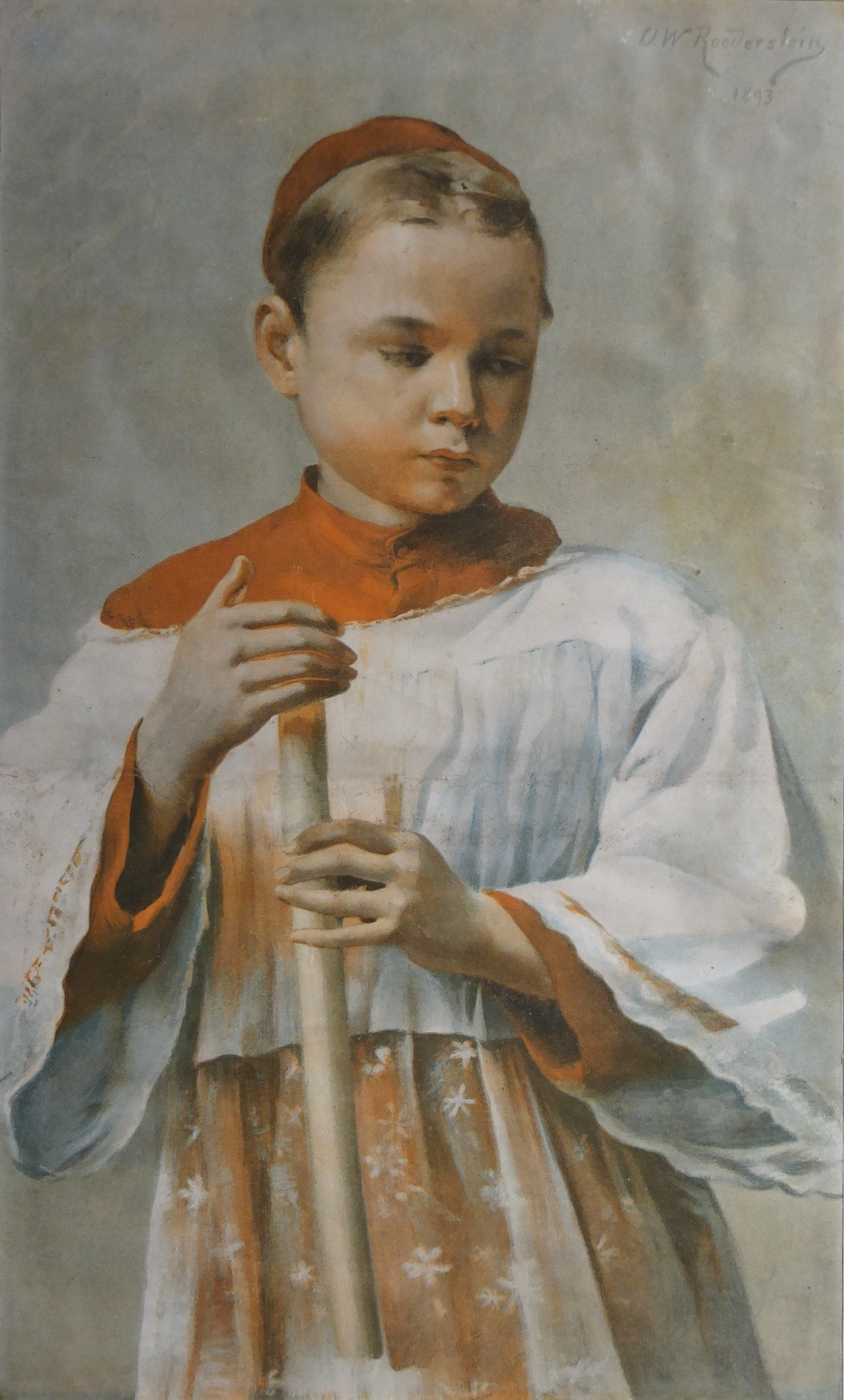
L'enfant de chœur, 1893
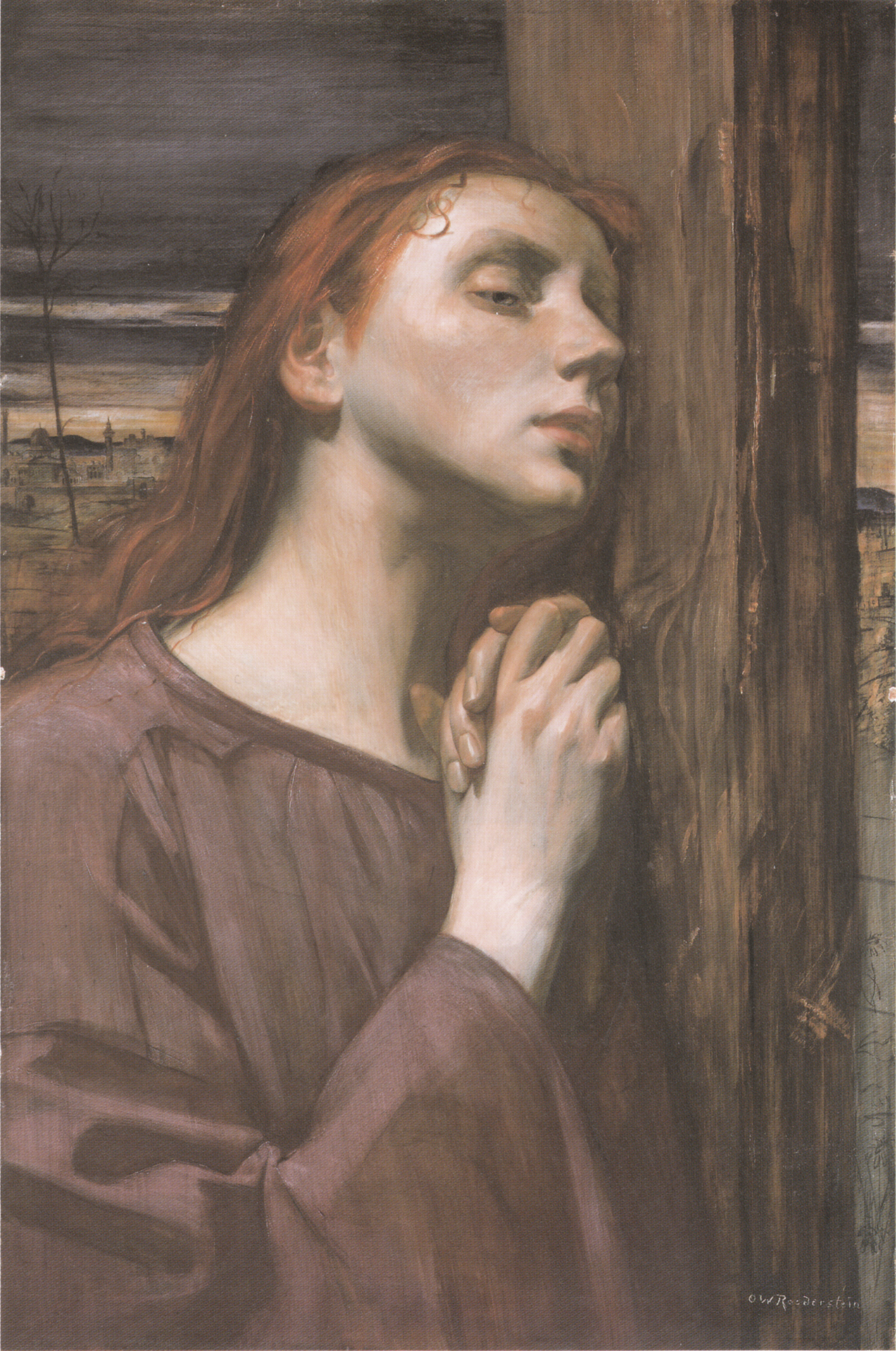
Madeleine en prière au pied de la Croix, 1894
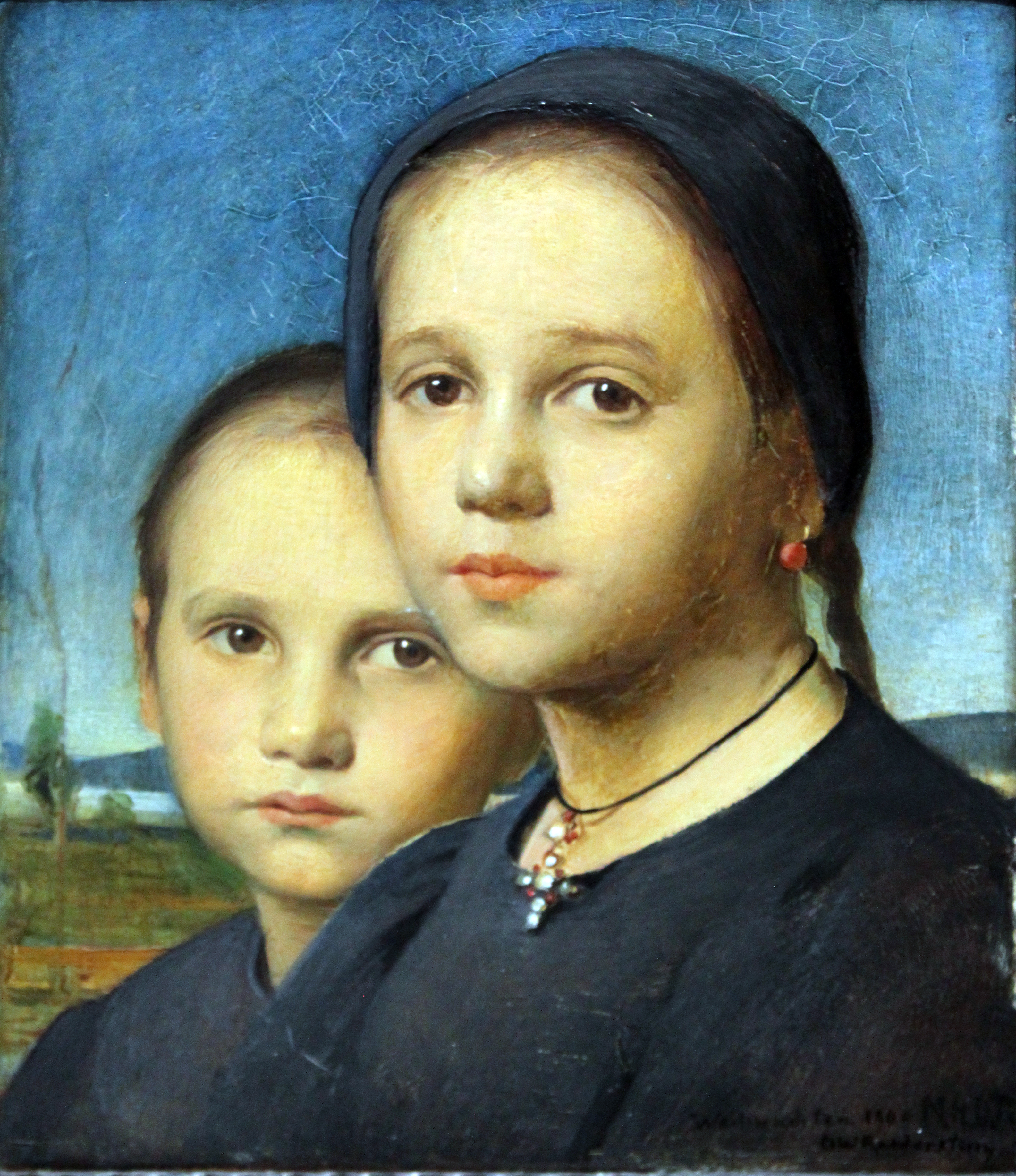
Les Deux Sœurs, 1900
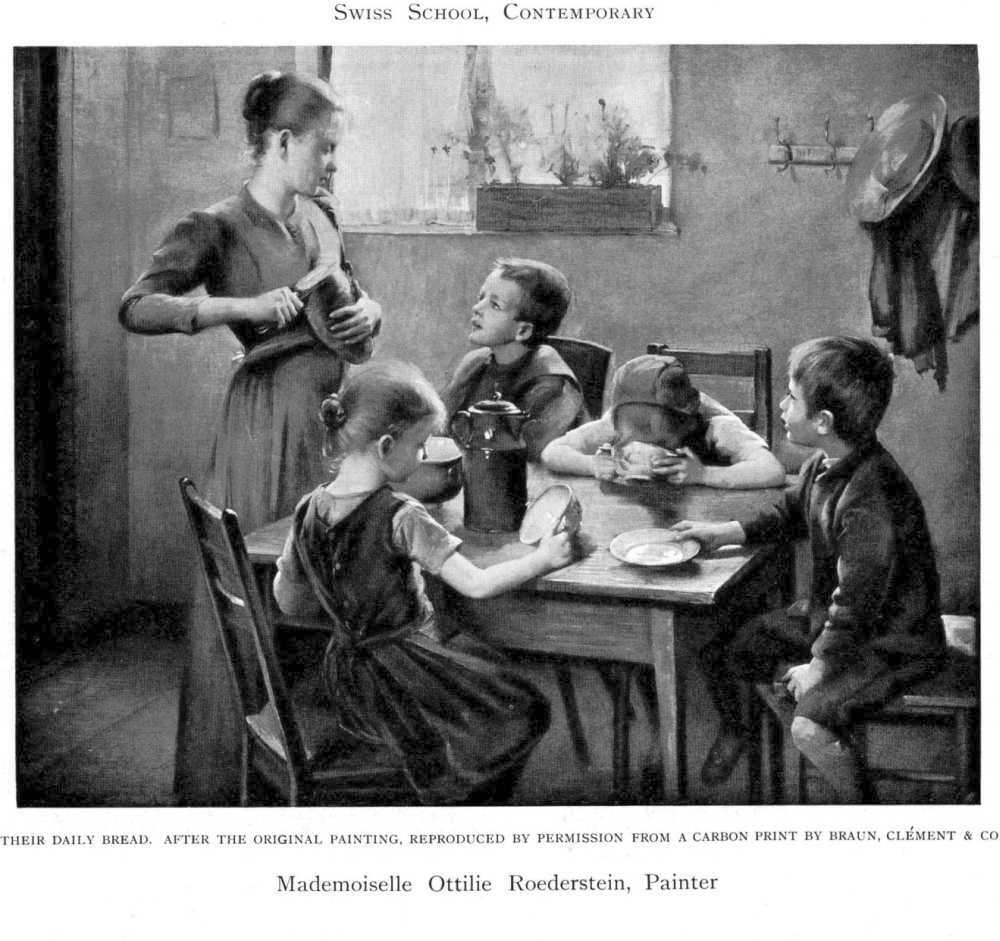
Le Partage du pain, 1905, gravure dans la presse
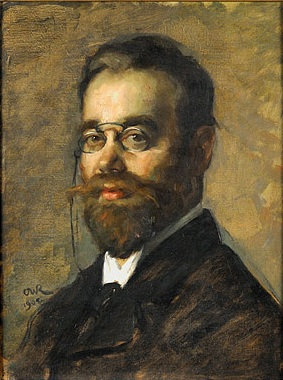
Docteur Ludwig Edinger, 1905
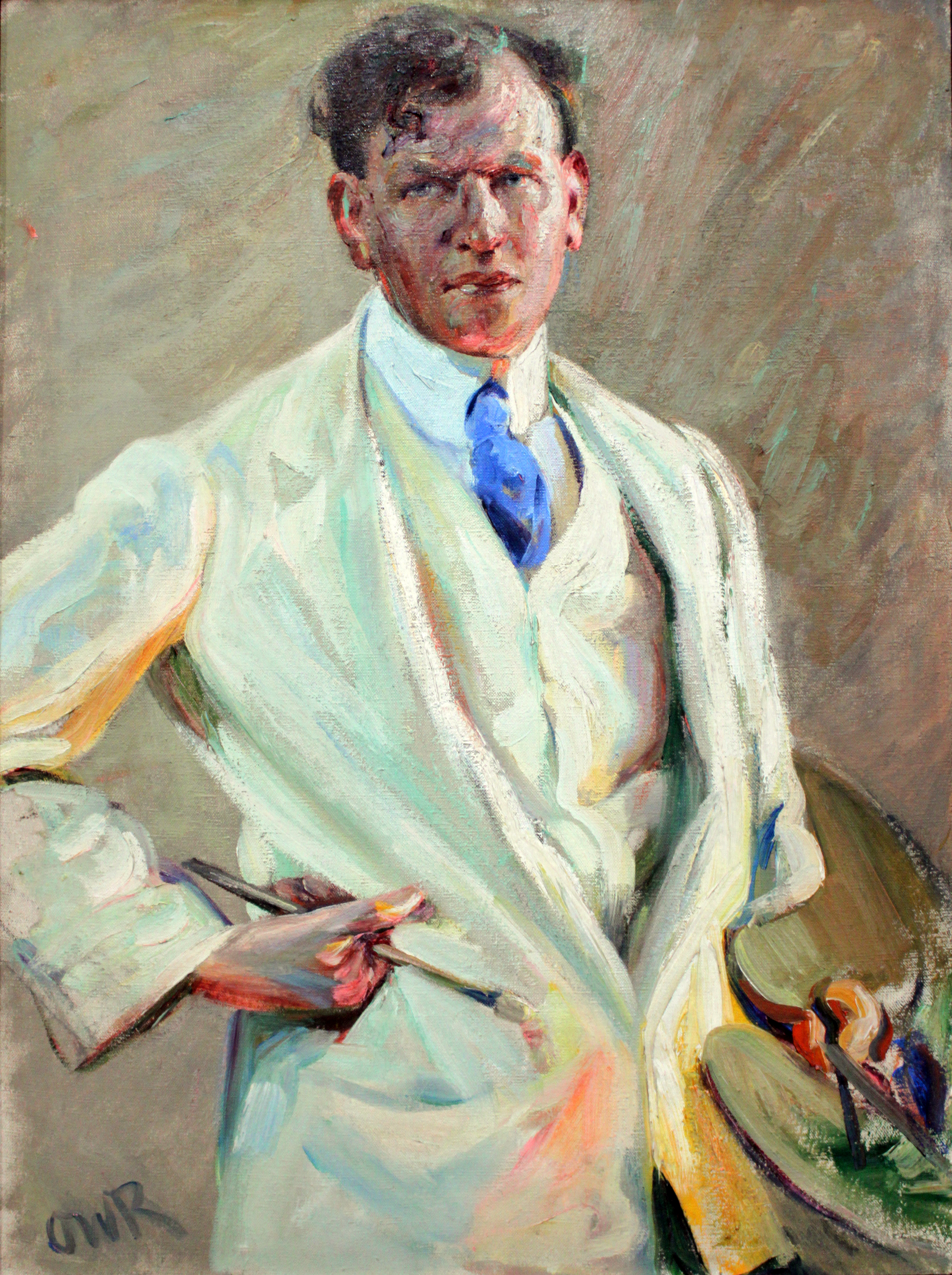
Portrait de Jacob Nussbaum, 1909, musée Städel
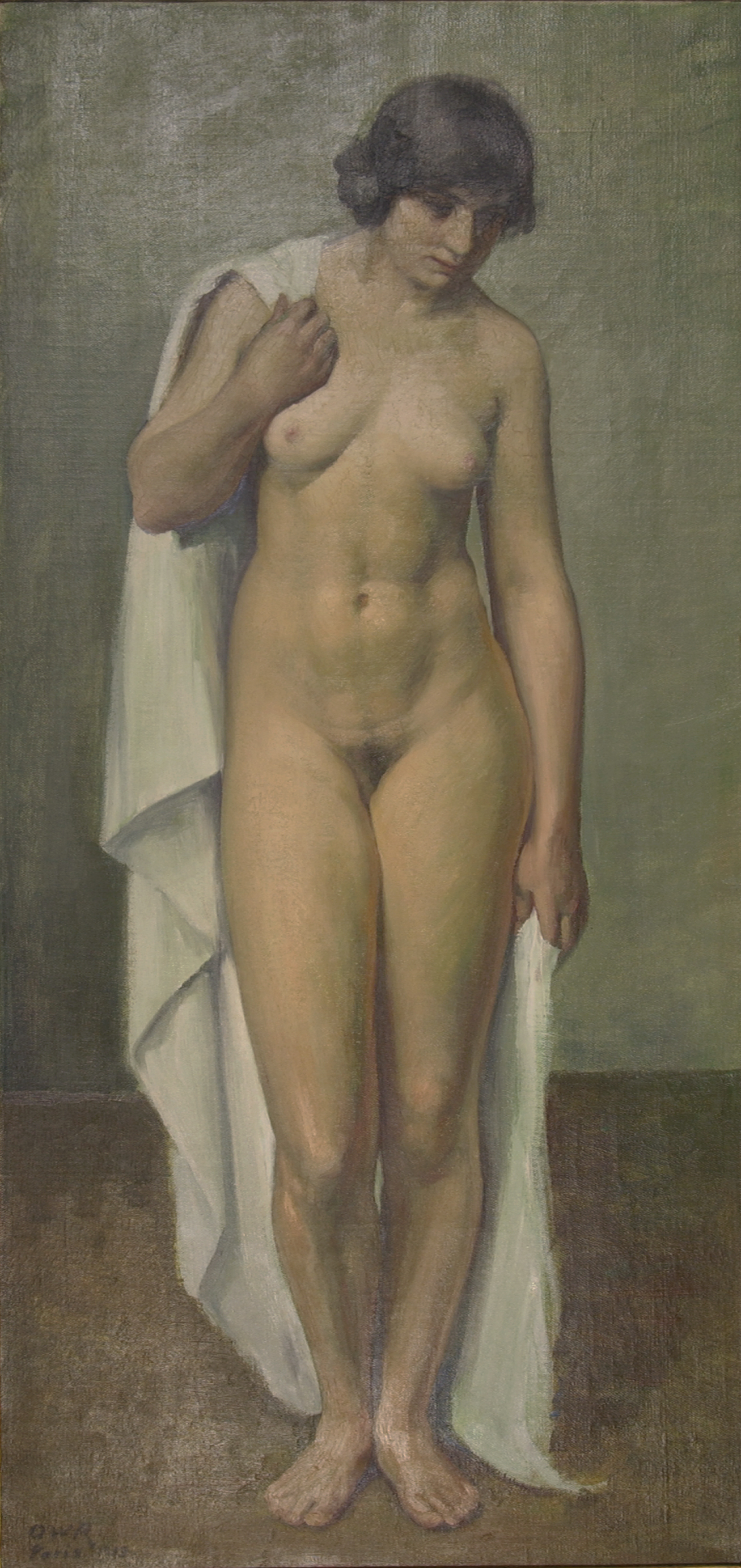
Jeune femme nue, Paris, 1913
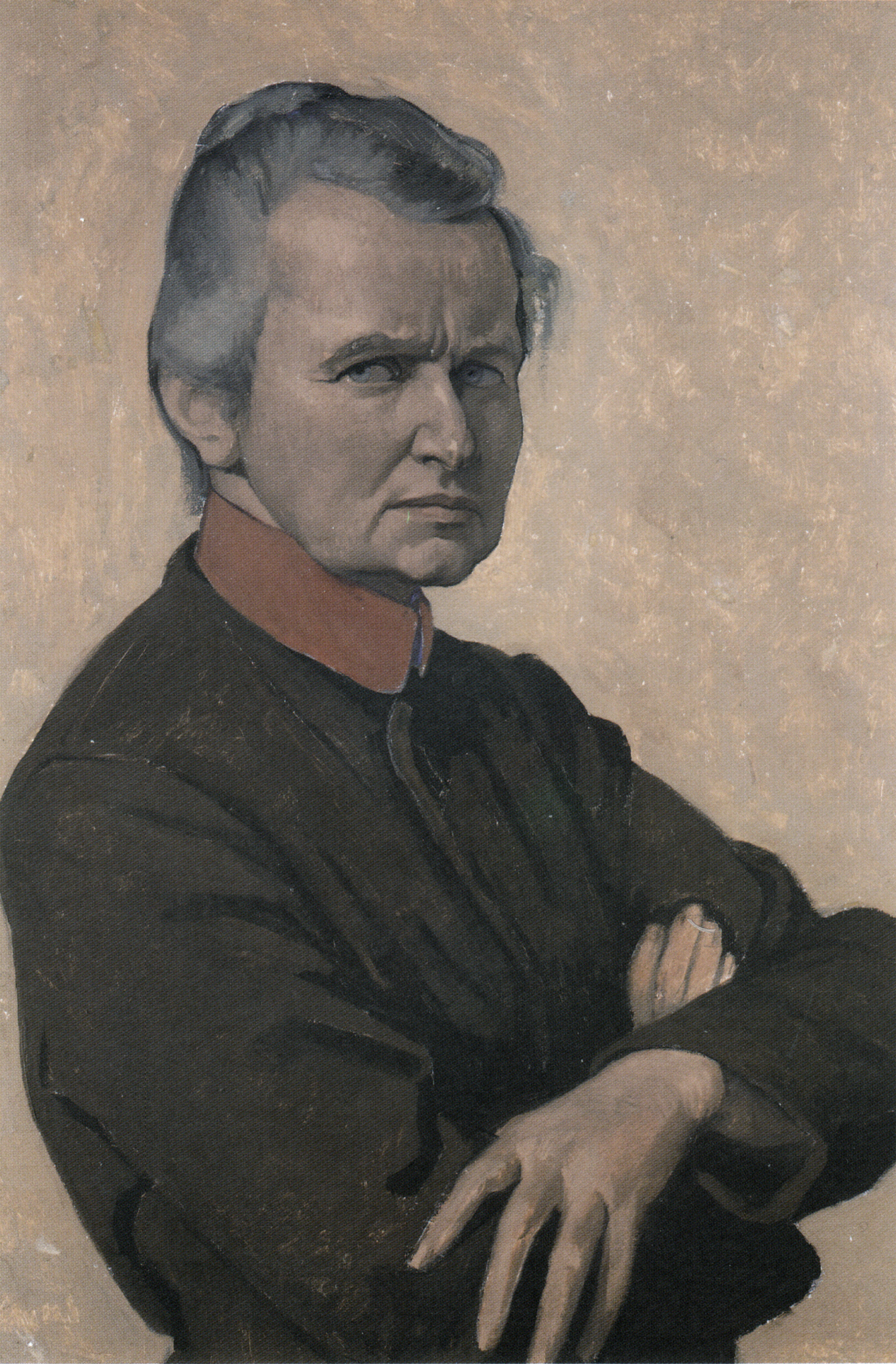
Autoportrait, 1918
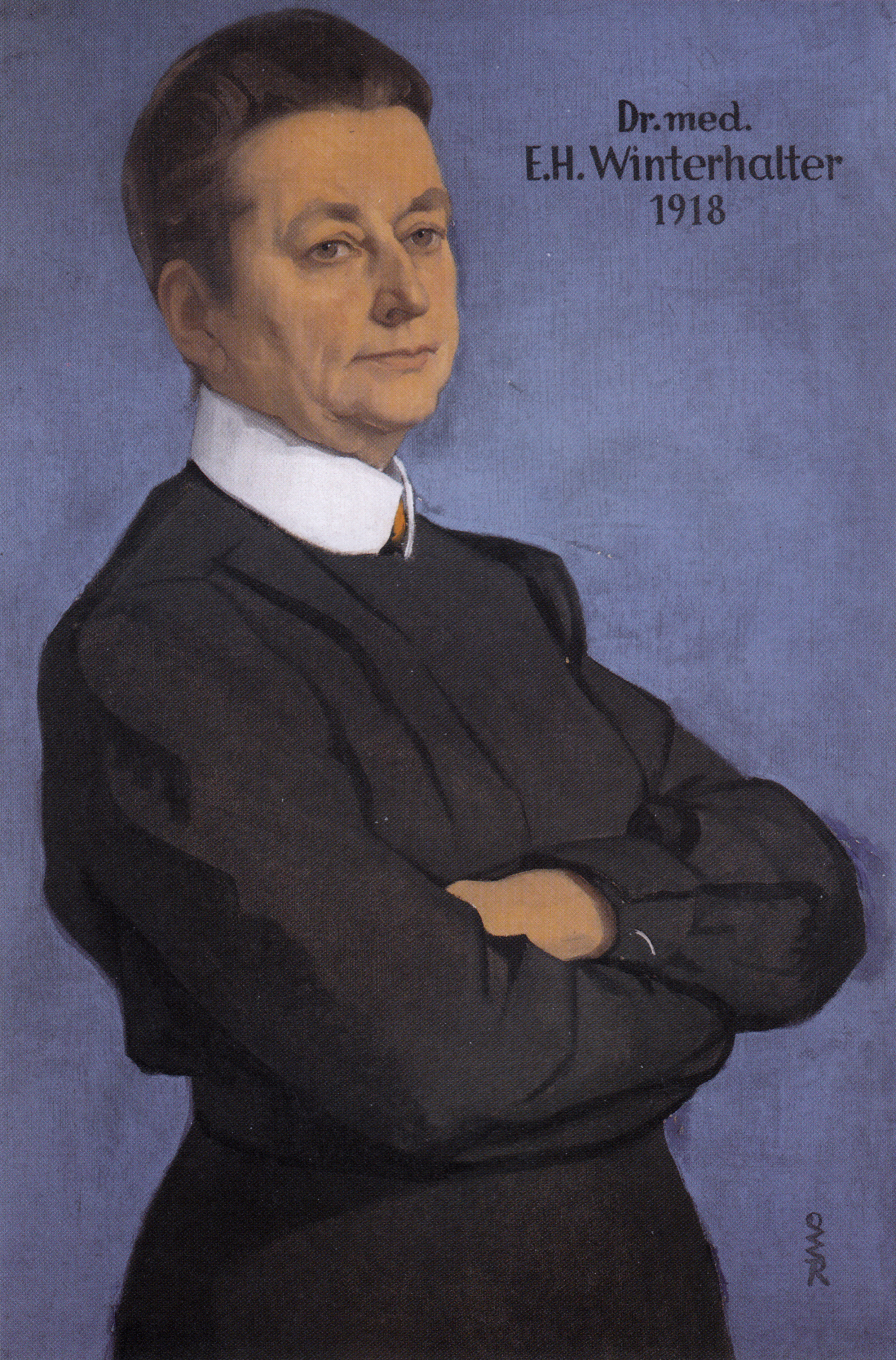
Portrait d'Elisabeth Winterhalter, 1918
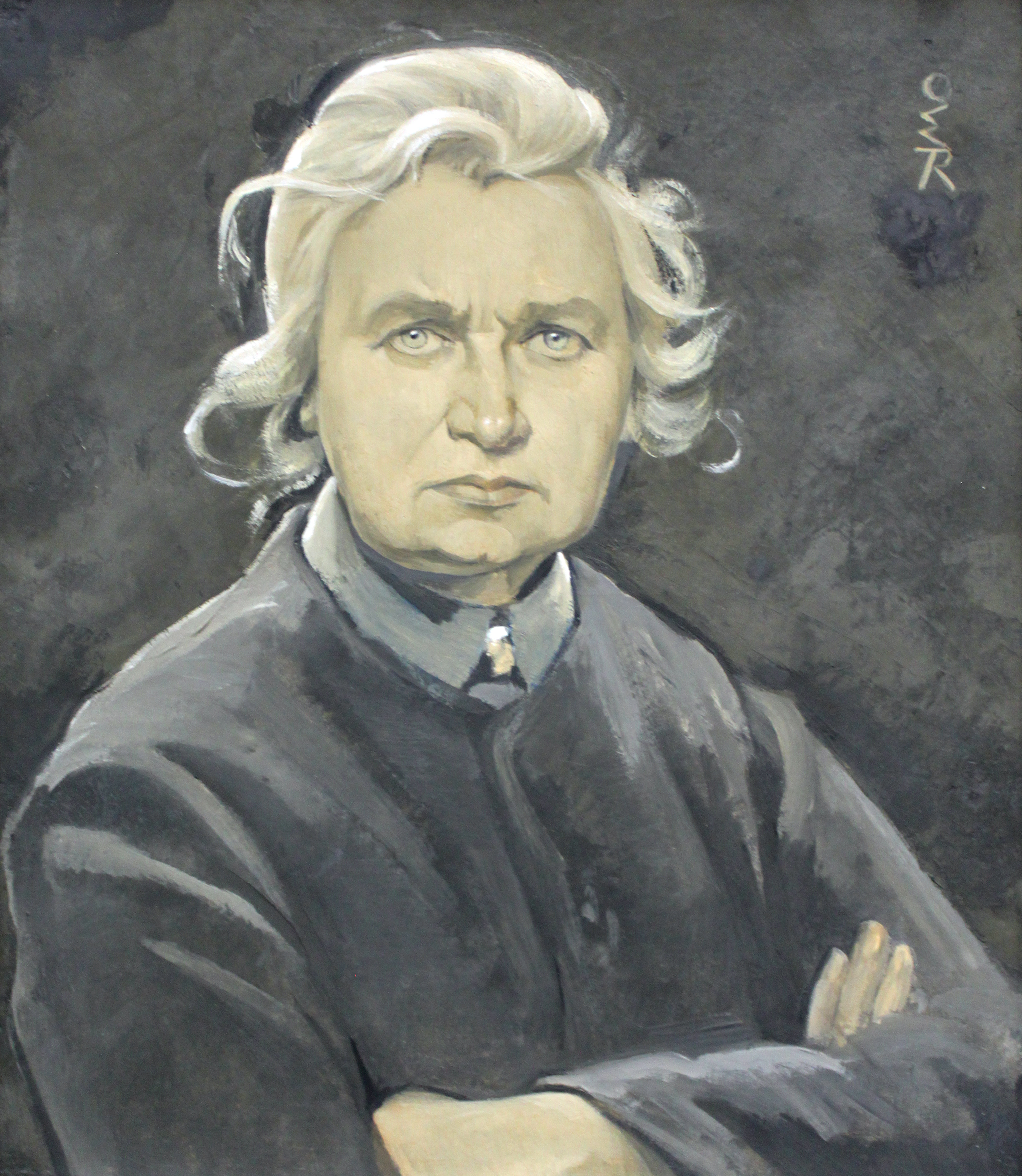
Autoportrait aux bras croisés, 1926, musée Städel
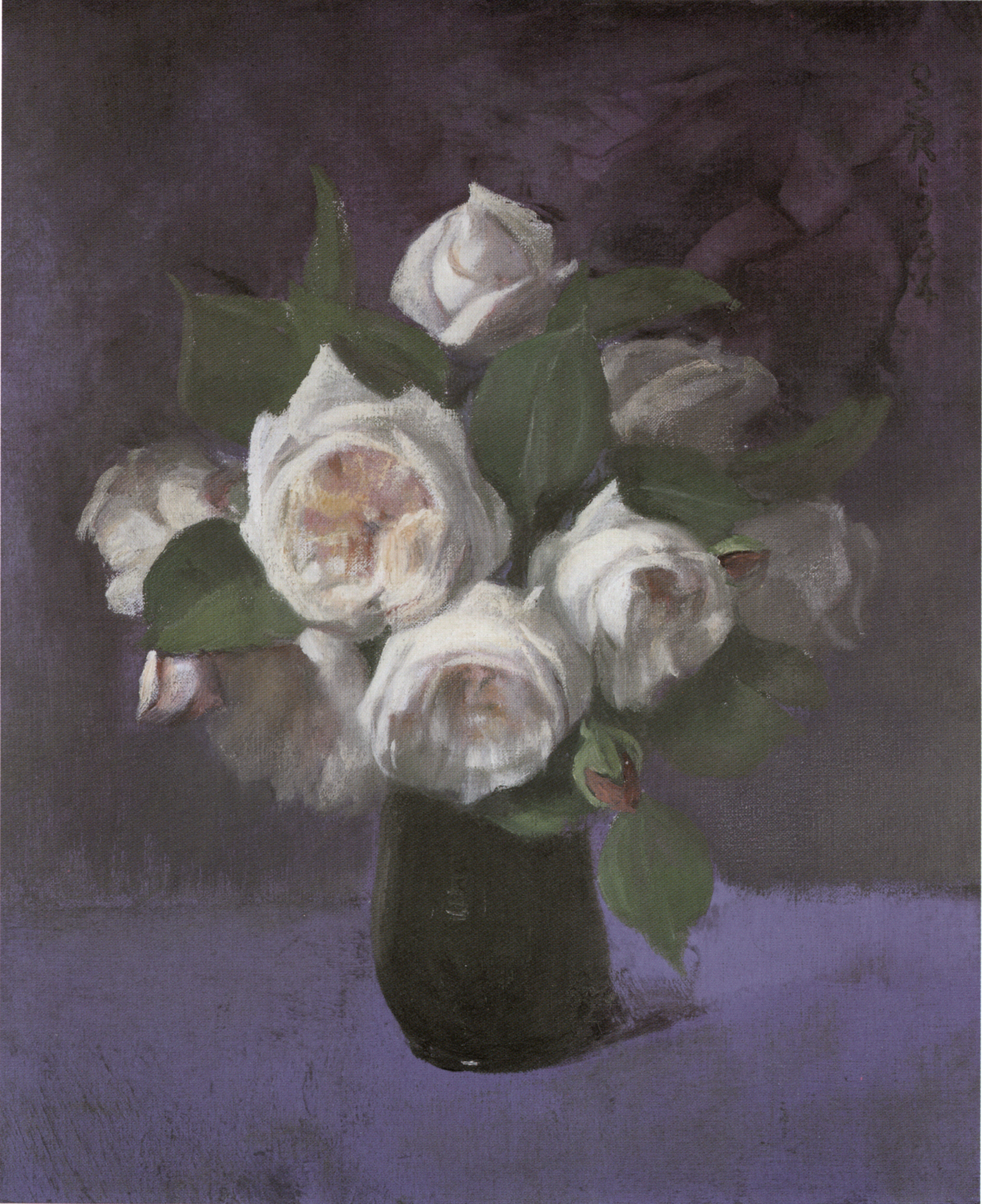
Bouquet de roses et de violettes, 1934
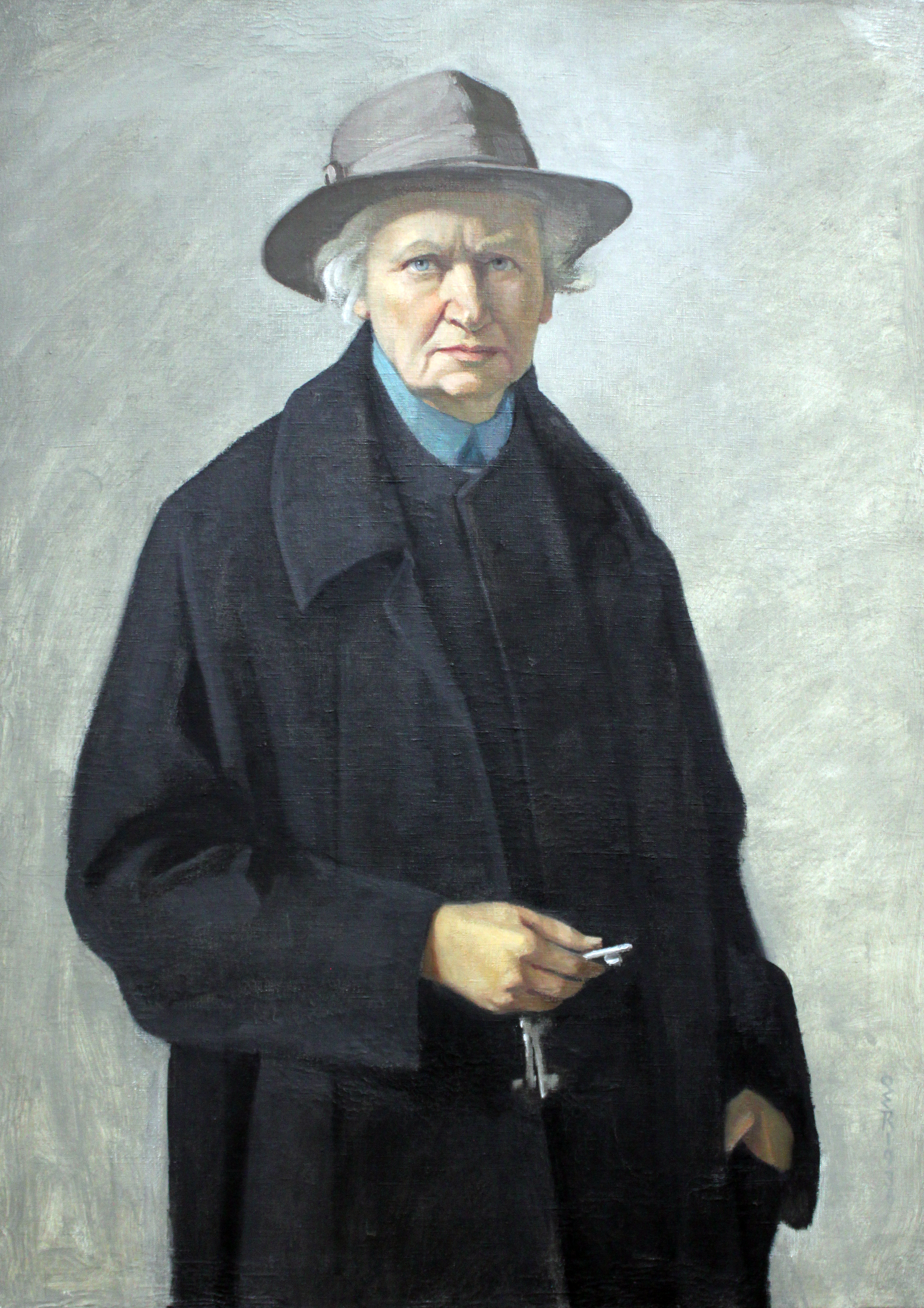
Autoportrait aux clés, 1936, musée Städel